# 방콕국제영화제
방콕국제영화제(Bangkok International Film Festival, BKKIFF, 태국어: เทศกาลภาพยนตร์นานาชาติกรุงเทพฯ)는 태국 방콕에서 2003년부터 해마다 개최되고 있는 국제영화제이다. 영화 상영, 세미나, 갈라이벤트, 골든키나레상 수상 등이 진행된다.

## 역대 영화제
- 2003년 방콕국제영화제
- 2004년 방콕국제영화제
- 2005년 방콕국제영화제
- 2006년 방콕국제영화제
- 2007년 방콕국제영화제
- 2008년 방콕국제영화제
- 2009년 방콕국제영화제